# Concourson-sur-Layon

Concourson-sur-Layon este o comună în departamentul Maine-et-Loire, Franța. În 2009 avea o populație de 544 de locuitori.